# Фозіл Мусаєв
Фозіл Мусаєв (узб. Fozil Musayev; нар. 2 січня 1989, Ташкент) — узбецький футболіст, що грає на позиції півзахисника у складі японського клубу «Джубіло Івата» та національної збірної Узбекистану.

## Клубна кар'єра
Фозіл Мусаєв почав свою професійну кар'єру в 2007 році в складі «Насафа». У складі клубу Мусаєв грав до 2008 року і за цей час провів двадцять дев'ять матчів. У 2009 році перейшов в «Машал» і грав у складі «газовиків» три сезони і за цей час зіграв у сорока чотирьох матчах і забив п'ять голів.
У 2011 році повернувся в «Насаф» і в тому році разом з командою виграв Кубок АФК. За два сезони, проведених у складі «Насафа», Мусаєв зіграв у тридцяти матчах і забив три голи. У 2013 році він підписав контракт з ташкентським «Буньодкором», але відігравши у складі клубу півсезону, поїхав в Катар, де йому запропонував контракт місцевий «Аль-Муайдар». В складі арабської команди Мусаєв грав до середини 2014 року і за цей час встиг зіграти в п'ятнадцяти матчах і забити один гол.
Влітку 2014 року він повернувся в Узбекистан і підписав контракт з ташкентським «Локомотивом». У складі «Локомотива» Фозіл Мусаєв грав до кінця сезону і провів двадцять два матчі, забивши два голи. В січні 2015 року він підписав контракт з іранським «Сепаханом». Виступав за цей клуб до липня 2016 року і за цей час зіграв 40 матчів, забивши 2 голи. У липні того ж року повернувся в «Насаф». 
У грудні 2016 року перейшов до японського клубу «Джубіло Івата».

## Виступи за збірну
2008 року виступав за збірну Узбекистану до 19 років, ставши того року фіналістом юнацького кубка Азії. Згодом виступав за молодіжну збірну у кваліфікаційних матчах на літні Олімпійські ігри 2012 року, проте на турнір не пробився.
Дебютував 1 лютого 2009 року в офіційних матчах у складі національної збірної Узбекистану в товариській грі проти Азербайджану (1:1). Всього у формі головної команди країни зіграв 21 матч.

## Статистика
| Збірна Узбекистану | Збірна Узбекистану | Збірна Узбекистану |
| Роки               | Ігри               | голи               |
| ------------------ | ------------------ | ------------------ |
| 2009               | 1                  | 0                  |
| 2010               | 0                  | 0                  |
| 2011               | 0                  | 0                  |
| 2012               | 8                  | 0                  |
| 2013               | 4                  | 0                  |
| 2014               | 6                  | 0                  |
| 2015               | 2                  | 0                  |
| Усього             | 21                 | 0                  |

## Досягнення
«Насаф»
- Віце-чемпіон Узбекистану: 2011
- Фіналіст Кубка Узбекистану: 2011, 2012
- Володар Кубка АФК: 2011

«Локомотив» (Ташкент)
- Віце-чемпіон Узбекистану: 2014
- Володар Кубка Узбекистану: 2014
- Фіналіст Суперкубка Узбекистану: 2014

«Сепахан»
- Чемпіон Ірану: 2014/15